# ساعات ناامیدی
ساعات ناامیدی (انگلیسی: The Desperate Hours) یک فیلم نوآر محصول سال۱۹۵۵ با بازی هامفری بوگارت و فردریک مارچ است. این فیلم توسط ویلیام وایلر تهیه و کارگردانی شد و بر اساس رمانی به همین نام در سال ۱۹۵۴ و نمایشنامه سال ۱۹۵۵، نوشته جوزف هیز، ساخته شد که بر اساس رویدادهای واقعی ساخته شده بودند.

## داستان
گلن گریفین، رهبر گروهی سه‌نفره از زندانیان فراری است که به‌طور تصادفی وارد خانه‌ای در حومهٔ ایندیاناپولیس می‌شوند و چهار نفر از اعضای خانوادهٔ هیلیارد، ساکنان آن خانه، را به گروگان می‌گیرند. آن‌ها در انتظار بسته‌ای هستند که قرار است از سوی دوست‌دختر گریفین فرستاده شود؛ بسته‌ای که حاوی پول برای کمک به فرار آن‌هاست.
پلیس عملیات جست‌وجوی ایالتی برای یافتن فراری‌ها را آغاز می‌کند و سرانجام از وضعیت وخیم خانوادهٔ هیلیارد مطلع می‌شود. گریفین با تهدید و آزار اعضای خانواده آن‌ها را تحت فشار می‌گذارد و تهدید به قتلشان می‌کند. در این میان، جورج پترسون، رفتگر محل، با دیدن خودروی گریفین در گاراژ متوجه موضوع مشکوکی می‌شود، اما پس از آن‌که به‌اجبار به حومهٔ شهر برده می‌شود، توسط سم کوبیش، یکی از سه فراری، به قتل می‌رسد.
هال، سومین عضو گروه و برادر کوچک‌تر گلن، از شدت فعالیت پلیس می‌ترسد و تصمیم می‌گیرد خانه و هم‌دستانش را ترک کند. اما پس از آن، در یک باجهٔ تلفن به سوی پلیسی شلیک می‌کند و در حین فرار با یک کامیون برخورد کرده و کشته می‌شود. در ادامه، کوبیش نیز در کمینی از سوی پلیس و مأموران اف‌بی‌آی کشته می‌شود.
دنیل هیلیارد، پدر خانواده، مأموران را قانع می‌کند که حملهٔ مستقیم به خانه برای خانواده‌اش بسیار خطرناک است. او با استفاده از یک اسلحهٔ خالی گریفین را فریب می‌دهد و با اسلحهٔ خودش او را از خانه بیرون می‌راند. گریفین در حالی‌که اسلحه‌اش را به‌سوی نورافکن پلیس پرت می‌کند و قصد فرار دارد، با رگبار گلوله کشته می‌شود.

## بازیگران
- هامفری بوگارت در نقش گلن گریفین
- فردریک مارچ در نقش دانیل سی. هیلیارد
- آرتور کندی در نقش معاون کلانتر جسی بارد
- مارتا اسکات در نقش النور «الی» هیلیارد
- دیوی مارتین در نقش Hal Griffin
- گیگ یانگ در نقش Chuck Wright
- مری مورفی در نقش Cindy Hilliard
- ریچارد ایر در نقش Ralphie Hilliard
- رابرت میدلتون در نقش Simon Kobish
- ویت بیسل در نقش FBI Agent Carson

## بازسازی‌ها
این فیلم در هند با عنوان ۳۶ ساعت (۱۹۷۴) بازسازی شد. همچنین فیلم ساعات ناامیدی (فیلم ۱۹۹۰) بازسازی همین اثر می‌باشد.
فیلم کمدی سیاه رف محصول سال ۱۹۹۴ نیز طرحی مشابه دارد.